# Кент Гаскінс
Кент Гаскінс (англ. Kent Huskins; 4 травня 1979, м. Алмонте, Канада) — канадський хокеїст, захисник. 
Виступав за Кларксонський університет (NCAA), «Норфолк Адміралс» (АХЛ), «Сан-Антоніо Ремпідж» (АХЛ), «Манітоба Мус» (АХЛ), «Портленд Пайретс» (АХЛ), «Анагайм Дакс», «Сан-Хосе Шаркс», «Сент-Луїс Блюз», «Норфолк Едміралс» (АХЛ), «Детройт Ред Вінгз», «Філадельфія Флайєрз», «Ютіка Кометс» (АХЛ).
В чемпіонатах НХЛ — 318 матчів (13+55), у турнірах Кубка Стенлі — 48 матчів (0+3).
Досягнення
- Володар Кубка Стенлі (2007).